# Bom Dia Açores
Bom Dia Açores foi um programa matinal de informação da RTP Açores, apresentado pelo jornalista Pedro Moura.
Foi um magazine diário de actualidades, versando os mais variados temas, que integrava um pequeno boletim informativo, boletim meteorológico e serviço de agenda relativos aos Açores.

## História
O programa começou as suas emissões a 6 de janeiro de 2003, originalmente com o nome Bom Dia. O programa começava às 7h30 e terminava um pouco depois das 9h00. O programa era repetido pelas 17h, num formato compacto sem o boletim informativo. Mais tarde, em 2004, foi acrescentado "Açores" ao seu nome para não haver confusão com o Bom Dia Portugal da RTP1.
O programa incluía, na sua primeira parte, uma síntese com as principais notícias dos Açores, uma revista de imprensa pelas capas dos jornais nacionais e regionais e ainda um boletim meteorológico com a presença de um meteorologista do Instituto de Meteorologia. A segunda parte do programa era dedicada à apresentação de reportagens sobre eventos culturais, religiosos e sociais da região e também entrevistas com personalidades.
Nos seus primórdios, o programa contava ainda com um espaço de humor protagonizado pela Tia Maria do Nordeste (ator José Maria Pacheco).
Neste programa, durante o segmento da meteorologia, ficou célebre a frase "Esse tempo dá para secar a roupa?", pergunta feita em tom de brincadeira por Pedro Moura ao meteorologista Pedro Mata, quando ia ao programa apresentar a previsão meteorológica.
Durante os meses de verão, o programa fazia uma pausa para férias e regressava novamente em setembro.

### Fim do programa
Em 2012, Portugal atravessava uma grave crise económica. O Ministro Adjunto e dos Assuntos Parlamentares, Miguel Relvas, que tutelava a pasta sobre o serviço público de rádio e televisão, ordenou que os canais regionais da RTP, devido a custos elevados de programação, a RTP Açores e RTP Madeira, passassem a ter a sua emissão de conteúdos regionais concentrada no horário entre as 17 horas e a meia-noite. A restante programação seria ocupada com o simultâneo da RTP Informação. Com esta decisão o programa Bom Dia Açores ficou em risco de acabar e o mesmo verificou-se com uma emissão de despedida no dia 1 de junho de 2012. Com o início da nova estrutura de programação da RTP Açores no dia 4 de junho de 2012, o espaço ocupado pelo compacto do programa foi substituído por um novo programa, o Açores Hoje, com o mesmo apresentador, Pedro Moura, e num formato semelhante ao do Bom Dia Açores.